# Symposiachrus
Symposiachrus — рід горобцеподібних птахів родини монархових (Monarchidae). Представники цього роду мешкають на островах Індонезії та Меланезії.

## Таксономія і систематика
За результатами молекулярно-генетичного дослідження 2005 року низку видів, яких раніше відносили до роду Монарх (Monarcha) було переведено до відновленого роду Symposiachrus, введеного французьким натуралістом Шарлем Люсьєном Бонапартом в 1854 році.

### Види
Виділяють дев'ятнадцять видів:
- Монарх чорний (Symposiachrus axillaris)
- Монарх чорнощокий (Symposiachrus guttula)
- Монарх танімбарський (Symposiachrus mundus)
- Монарх флореський (Symposiachrus sacerdotum)
- Монарх боанайський (Symposiachrus boanensis)
- Монарх рудоволий (Symposiachrus trivirgatus)
- Монарх молуцький (Symposiachrus bimaculatus)[5]
- Монарх кайський (Symposiachrus leucurus)
- Монарх білогузий (Symposiachrus everetti)
- Монарх буруйський (Symposiachrus loricatus)
- Монарх кофійський (Symposiachrus julianae)
- Монарх біяцький (Symposiachrus brehmii)
- Монарх новогвінейський (Symposiachrus manadensis)
- Монарх мануський (Symposiachrus infelix)
- Монарх білоспинний (Symposiachrus menckei)
- Монарх чорнохвостий (Symposiachrus verticalis)
- Монарх строкатокрилий (Symposiachrus barbatus)
- Монарх архіпелаговий (Symposiachrus browni)
- Монарх білошиїй (Symposiachrus vidua)